# Eubrianax semiaenescens
Eubrianax semiaenescens is een keversoort uit de familie keikevers (Psephenidae). De wetenschappelijke naam van de soort werd in 1921 gepubliceerd door Maurice Pic.